# Adam Fiedler
Adam Fiedler, né le 19 décembre 1965, à Ruda Śląska, en Pologne, est un joueur et entraîneur de basket-ball polonais naturalisé allemand. Il évolue au poste d'arrière.